# Cuzăplac
Cuzăplac (węg. Középlak) – wieś w Rumunii, w okręgu Sălaj, w gminie Cuzăplac. W 2011 roku liczyła 570 mieszkańców.